# Chiloglanis pojeri
Chiloglanis pojeri är en fiskart som beskrevs av Poll, 1944. Chiloglanis pojeri ingår i släktet Chiloglanis och familjen Mochokidae. IUCN kategoriserar arten globalt som livskraftig. Inga underarter finns listade i Catalogue of Life.